# Bedřich Placák
Bedřich Placák (16. února 1914 Vídeňské Nové Město – 1. března 1993 Praha) byl český lékař, spoluzakladatel české kardiochirurgie. Jeho synem je spisovatel a publicista Petr Placák.

## Životopis
Pocházel z rodiny vídeňských Čechů. Narodil se ve Vídeňském Novém Městě, dětství strávil v rakouské Haliči, Valašských Kloboukách a v Litoměřicích. V mládí mu učaroval tramping. Po gymnáziu začal studovat veterinární medicínu na Marykově univerzitě v Brně, ale později přestoupil na medicínu na Univerzitu Karlovu. Školu nedokončil kvůli uzavření českých vysokých škol 17. listopadu 1939 (promoval až po válce) a nastoupil jako sekundář do vinohradské nemocnice. Právě 17. listopadu 1939 přitom měl skládat svou poslední dílčí rigorózní zkoušku.
V roce 1944 odešel do Bílých Karpat a zapojil se do Slovenského národního povstání jako lékař partyzánského oddílu Hurban Miloše Uhra. Oddíl operoval na Javorině na slovensko-moravském pomezí. Počátkem října 1944 se stal součástí 2. československé partyzánské brigády J. V. Stalina. S partizány Placák prožil celé povstání včetně ústupu do hor a postupně se vypracoval na šéflékaře brigády, náčelníka štábu oddílu a v únoru 1945 i celé brigády. V brigádě zůstal až do jejího rozpuštění 6. dubna 1945.
Po válce vstoupil do Komunistické strany Československa a byl funkcionářem Svazu partyzánů. V únoru 1948 působil v akčním výboru vinohradské nemocnice, pak odjel jako dobrovolník do Jugoslávie a pracoval v mostarské nemocnici, kterou musel opustit po roztržce mezi Titem a Stalinem. Roku 1951 byl povolán do armády a působil na chirurgickém oddělení Ústřední vojenské nemocnice. V letech 1953–54 vedl vojenskou nemocnici v Koreji. Odcestoval v rámci druhé skupiny československých zdravotníků a byl druhým primářem a velitelem 1. československé polní chirurgické nemocnice. Po uzavření příměří jeho skupina pomáhala obnovit provoz severokorejské nemocnice v Čchongdžinu.
Roku 1956 se stal primářem oddělení hrudní a břišní chirurgie Chirurgické kliniky ÚVN (od roku 2005 Chirurgické kliniky 2. LF UK a ÚVN), stál u zrodu československé kardiochirurgie, byl členem České lékařské společnosti Jana Evangelisty Purkyně a v roce 1968 získal profesuru na Univerzitě Karlově. Diplom však po okupaci již neobdržel.
V roce 1969 při oslávách výročí Slovenského národního povstání Bedřich Placák kritizoval okupaci Československa a zpochybňoval vedoucí úlohu komunistické strany. Za tuto veřejnou kritiku byl vyloučen z KSČ, zbaven funkce náčelníka chirurgického oddělení Ústřední vojenské nemocnice a předčasně penzionován. Musel pracovat na podřadných místech např. ve Výzkumném ústavu tuberkulózy Fakultní nemocnice Bulovka. Poté, co podepsal Chartu 77, mu byla znemožněna práce ve zdravotnictví a živil se jako náborář pražského dopravního podniku, lesní dělník a noční hlídač v Loretě. Dne 13. ledna 1981 se stal druhým mluvčím Charty 77. Následovalo propuštění ze zaměstnání nočního hlídače, odebrání některých vyznamenání a degradace z plukovníka na vojína v záloze. Pracoval jako noční hlídač. Byl sledován a šikanován, ale nepřestal ve své opoziční činnosti.
V roce 1990 byl rehabilitován a povýšen na generálmajora ve výslužbě. Zemřel 1. března 1993 v Praze.

## Literární dílo
Bedřich Placák napsal řadu článků a publikací, z memoárové literatury zejména knihu Partyzáni bez legend (Klub nezávislého samizdatu 1992) a posmrtně vydané Paměti lékaře (Torst 1997). Přeložil také publikace Ericha Fromma, Étienne Gilsona a Golo Manna, přispíval do Literárních novin.

## Vyznamenání
- Československý válečný kříž 1939[2]
- Československá medaile Za chrabrost před nepřítelem[2]
- Řád Slovenského národního povstání 1. třídy[2]